# Храм Илии Пророка Обыденного

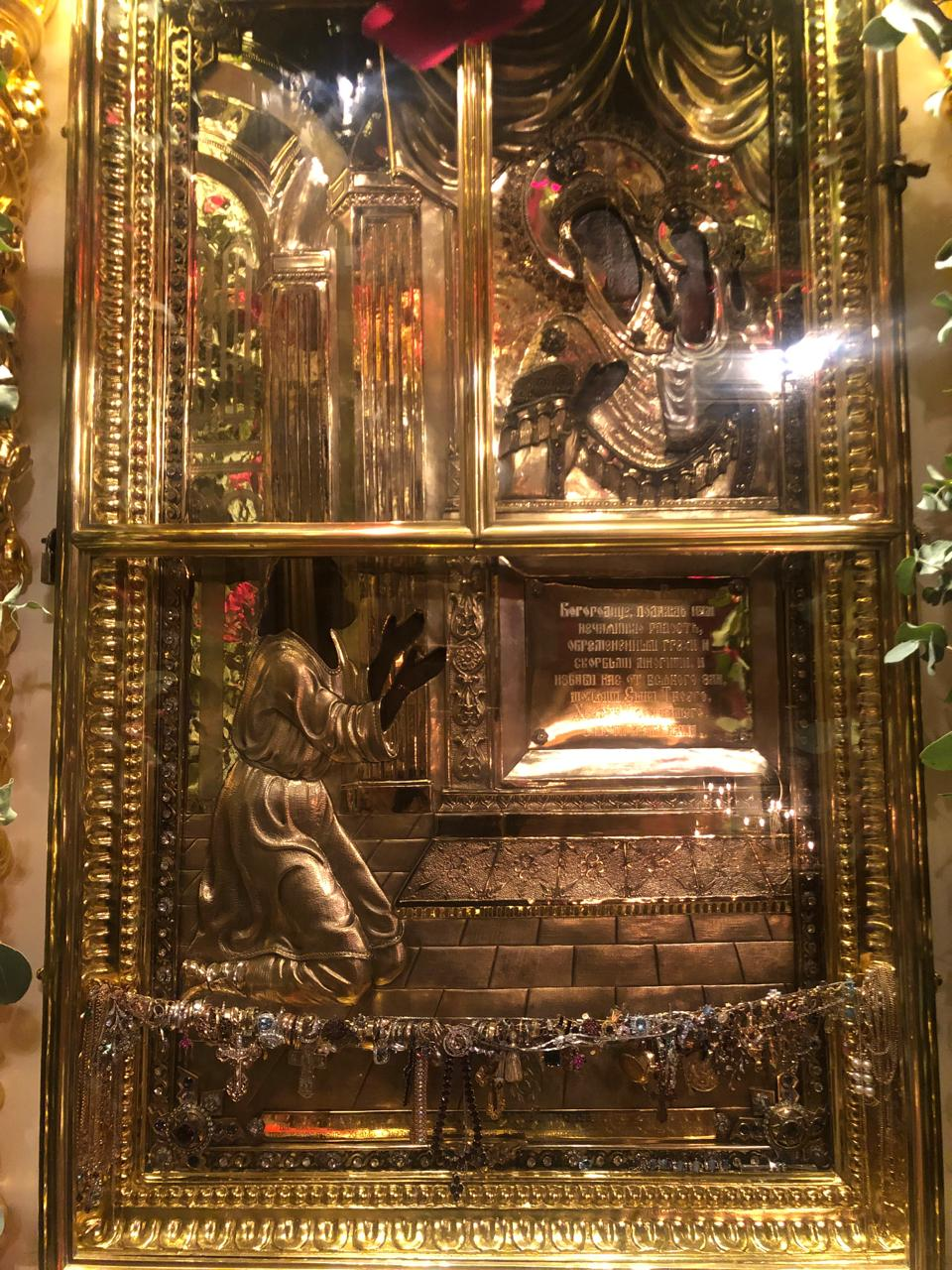
Чтимая храмовая икона Божией Матери «Нечаянная Радость»

Храм святого славного пророка Божия Илии́ Обыденный — приходской православный храм в честь пророка Илии (главный престол) в Москве, расположенный по адресу: 2-й Обыденский переулок, 8. Возведен  в камне в 1702-1703 годах на Остожье, близ Чертолья.

## История
Храм, возведённый на рубеже XVI—XVII веков, первоначально деревянный, вероятнее всего, был сооружён по случаю засухи. Дата его построения точно не известна; первое упоминание о нём относится к концу XVI века. Существование церкви подтверждал синодик, составленный при святителе патриархе Иове между 1589 и 1607 годами и хранившийся в ризнице храма ещё в начале XX века. Но первым упоминанием о храме считается сочинение Авраамия Палицына «История в память предъидущим родом» (известное под названием «Сказание Авраамия Палицына»), описывавшее события 1584—1618 годов. По свидетельству «Сказания», 24 августа 1612 года, в день решающего сражения русских с поляками, князь Дмитрий Пожарский служил молебен перед образом Святой Троицы, Богородицы и чудотворцев Сергия и Никона,

молящеся о побеждении на враги на месте, идеже был обыденный храм во имя святаго пророка Илии.
В иконостасе главного алтаря храма от этой древней деревянной церкви сохранились образ Спаса Нерукотворного (1675) и Казанская икона Божией Матери, написанные ведущим царским изографом Симоном Ушаковым.
Вероятно, в деревянной церкви находились иконы: храмовая — святого Илии Пророка с 20 клеймами жития, «Святая Троица Ветхозаветная», Владимирская икона Божией Матери, «Усекновение главы Иоанна Предтечи», «Святитель Николай Чудотворец (Зарайский)».

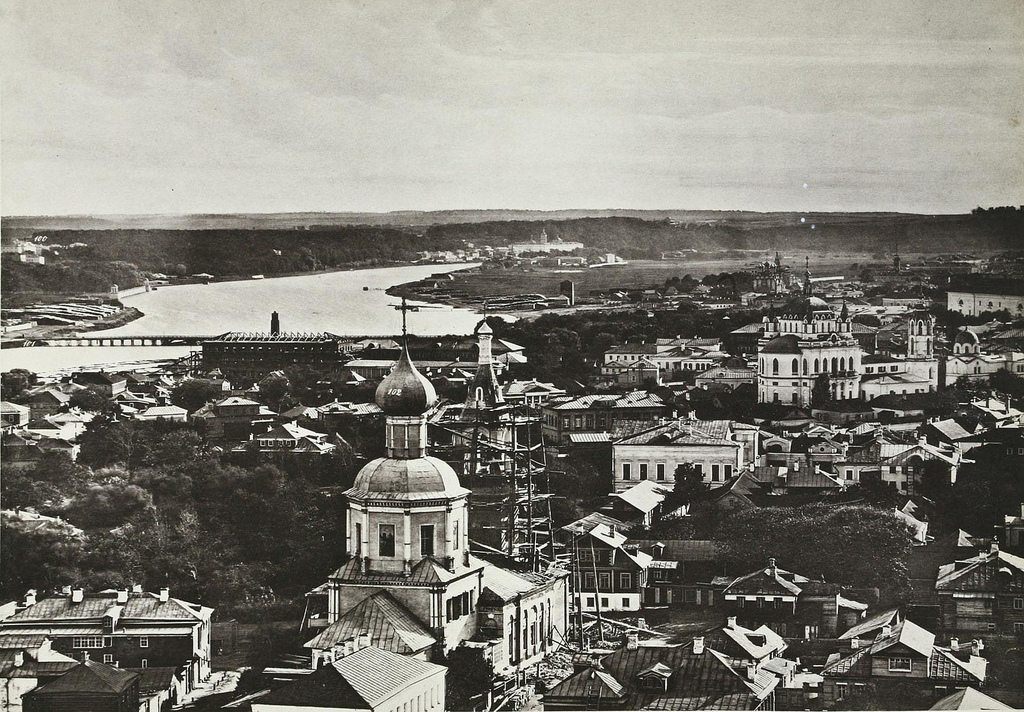
Храм Илии Пророка «Обыденный» и ремонт колокольни, 1867 г.

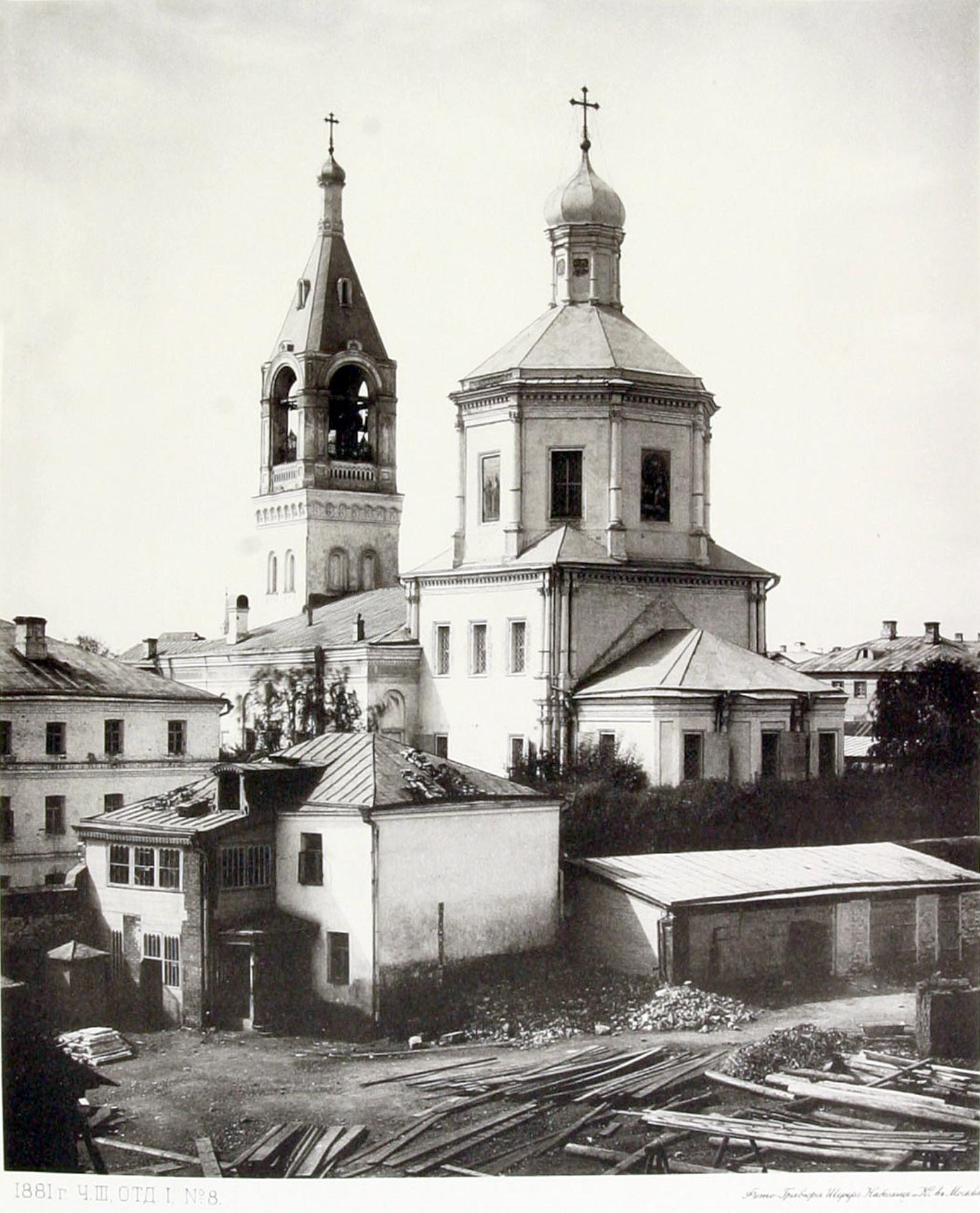
Храм Илии Пророка «Обыденный» после ремонта, 1881 г.
(фото из альбома Найдёнова)

В 1702 году на месте деревянного начали строить каменный храм, алтарная часть которого и основное здание, построенное по типу «восьмерик на четверике», сохранилось доныне в неизменных формах. Сохранилось документальное свидетельство о начале строительства в книге подрядных записей. Из этого документа следует, что в качестве образца для строительства был выбран соборный храм Николо-Перервинского монастыря, однако, возможно, из-за нехватки средств этот замысел не осуществился, и на месте деревянной церкви была возведена не двухэтажная, а одноэтажная церковь с семиярусным иконостасом, первоначальный каркас которого сохранился до нынешнего времени. О создателях храма братьях Деревниных напоминают мраморные плиты, находящиеся внутри храма. В «Синодальном справочнике» было указано: «Построена в 1702 г. думным дьяком Гавриилом Деревниным на месте прежней деревянной».
6 октября 1706 года был выдан антиминс в построенный придел Симеона Богоприимца и Анны Пророчицы, который вскоре сильно пострадал во время пожара 1748 года и был возобновлён «усердием и стараниями бригадира Никиты Андреевича Болкунова». В ноябре 1819 года освящён южный придел во имя апостолов Петра и Павла.
Современный архитектурный облик храм приобрёл в настоятельство протоиерея Иоанна Лебедева. Это было пореформенное время, когда в России многое менялось. В это время произошёл значительный рост числа предпринимателей, большинство из которых принадлежали к купеческому сословию. Многие предприниматели не только являлись жертвователями, но и лично участвовали в приходской жизни церквей, многие были церковными старостами.
В 1867 году одновременно с назначением настоятелем протоиерея Иоанна Лебедева церковным старостой Ильинского храма стал купец первой гильдии Владимир Коншин. Первой своей задачей настоятель и староста сочли капитальный ремонт трапезной и колокольни из-за образовавшейся в западной части свода трещины.
К составлению проекта Коншин привлёк архитектора Александр Каминского. Оба были женаты на сёстрах Павла Третьякова, который часто бывал в Ильинском храме, поскольку рядом с 1865 года проживала его мать Александра Даниловна, а позже неподалёку, на Пречистенском бульваре поселился и брат Сергей. Вместе с Коншиным Третьяковы пожертвовали значительную сумму на реконструкцию храма и постройку колокольни. Освящение новой трапезной и колокольни было совершено 9 июня 1868 года митрополитом Иннокентием, отслужившим в храме свою первую литургию после прибытия в Московскую митрополию.
Коншин был инициатором создания первой церковно-приходской школы храма и стал её попечителем. Занятия начались в январе 1875 года; учебной частью руководил действительный статский советник Алексей Кашкадамов. В 1882 году при храме было построено отдельное здание для школы и богадельни.
В 1920-х годах после разорения близлежащего Зачатьевского монастыря в храм Илии Обыденного был передан чудотворный список Киккской иконы Божией Матери «Милостивая». В 1999 году, когда монашеская жизнь в монастыре стала возрождаться, «Милостивая» вернулась на своё прежнее место.
До рубежа 1920-х — 1930-х годов, пока в стране не началось массовое закрытие церквей, в штате храма имелся единственный священник-настоятель. Затем в клир храма влились священники и диаконы соседних закрытых церквей.
В 1930 году храм дружно отстояли от закрытия верующие: 1 марта было принято постановление о закрытии, а 20 мая власти приняли новое постановление

Имея в виду, что в районе нахождения закрываемой церкви уже закрыты 4 церкви: Антипьевская, Ржевская, Бариковская и Зачатьевский монастырь и что особо острой нужды в здании обыденской церкви не видно… церковь оставить верующим.

В 1936 году настоятелем храма был назначен священник Александр Толгский.

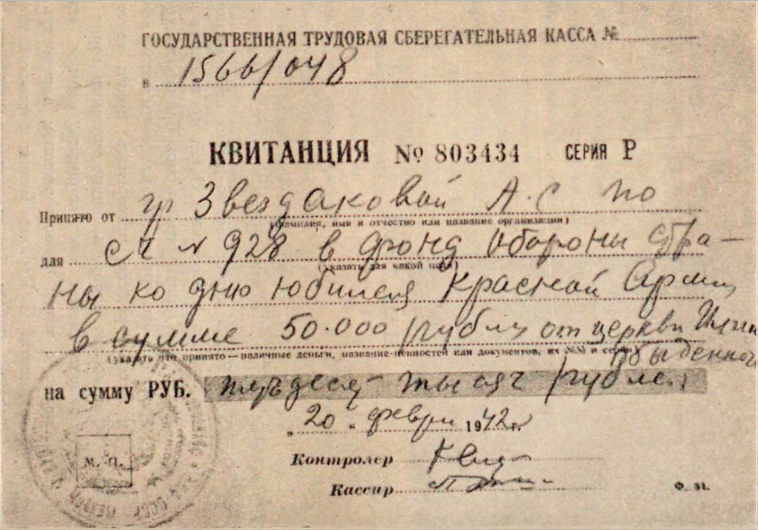
Квитанция о передаче 50 000 рублей, собранных прихожанами храма, в фонд обороны СССР

По преданию, храм собирались закрыть после службы 22 июня 1941 года, но началась война.
В годы Великой Отечественной войны настоятель храма протоиерей Александр Толгский призывал паству помогать фронту. Для нужд Красной Армии прихожане храме Илии Пророка собрали 50 000 рублей.
После передачи Иосифом Сталиным в сентябре 1943 года под резиденцию Патриархии особняка в Чистом переулке храм оказался ближайшим к ней действующим храмом Москвы[значимость факта?].
В Ильинский храм была перенесена из кремлевской Благовещенской церкви на Житном дворе  чудотворная икона Божией Матери «Нечаянная Радость». В храме хранится ряд иных святынь, в частности, связанных с деятельностью митрополита Серафима (Чичагова): икона «Спаситель в белом хитоне».
С 1944 года в храме каждую пятницу совершалась торжественная вечерня с пением акафиста перед иконой Божией Матери «Нечаянная Радость» нараспев. Музыка, на которую распевались первый икос и кондак, была написана регентом храма В. А. Хлебниковым. Припев кондаков «Аллилуиа» и заключительный хайретизм икосов «Радуйся, Нечаянную радость верным дарующая» В. А. Хлебников изложил в четырёх чередующихся вариантах, различных по своему музыкальному ладу. После упразднения в 2006 году праздничного хора данная приходская традиция была утрачена, ноты оригинального сочинения В. А. Хлебникова не сохранились.
В 1973 году в храме обвенчались Александр Солженицын и Наталия Светлова. Там же были крещены их дети — Ермолай и Игнат.

## Синодик священников и диаконов XVIII—XX веков
- священник Василий Михайлов (?—1707)
- священник Симеон Михайлов (1707—1718)
- священник Силуан Данилов (1720—1728)
- священник Кирилл Силуянов (1733—1737)
- иерей Иван Гаврилов (?—1785)
- иерей Иван Васильев (1768—?)
- иерей Василий Михайлович Копьев (1783—1829)
- иерей Георгий Никитич Лебедев (1803—?)
- священник Василий Григорьев (ок. 1810)
- протоиерей Иоанн Митрофанович Лебедев (1835—?)
- протоиерей Иоанн Матвеевич Лебедев (1867—1898)
- священник Андрей Иванович Соколов (1898—1917?)
- протоиерей Виталий Николаевич Лукашевич (1920-е—1936)
- протоиерей Александр Васильевич Толгский (1936—1962) (настоятель)
- протоиерей Николай Павлович Тихомиров (1938—1985) (настоятель — с 1962)
- протоиерей Александр Николаевич Егоров (1951—2000)
- протоиерей Петр Дьяченко (+1991)
- иерей Сергий Борздыка
- протоиерей Владимир Иванович Смирнов[13] (1954—1978)
- протодиакон Николай Николаевич Орфёнов (+1955)
- протодиакон Борис Петрович Горбанев

## Известные настоятели
- иерей Василий Михайлович Копьев (до 1829)
- иерей Георгий Никитич Лебедев
- протоиерей Иоанн Матвеевич (Митрофанович ?) Лебедев (1867 — после 1892)
- Андрей Иванович Соколов (конец 1890-х — начало 1920-х)
- протоиерей Виталий Николаевич Лукашевич (1920-е — 1936)
- протоиерей Александр Васильевич Толгский (1936—1962)
- протоиерей Николай Павлович Тихомиров (1962—1985)
- протоиерей Ерос Дамианович Ясенчук (1985—1986)
- протоиерей Алексей Сергеевич Лапин (1986—2006)
- игумен Тимофей (Подобедов) (10 октября 2006 — август 2012)
- протоиерей Максим Юрьевич Шевцов (с 2 ноября 2012 года по настоящее время).

## Духовенство
В настоящее время в храме служат: 
- Настоятель храма — протоиерей Максим Шевцов
- Протоиерей Николай Скурат[15]
- Иерей Андрей Дорохин.
- Иерей Димитрий Дейкин
- Иерей Владимир Сердюк

## Комментарии
1. ↑  Существует также предание, что он был возведён при личном участии великого князя Василия III в период его правления с 1505 по 1533 год.